# Krasnojarsk
Krasnojarsk (ryska Красноярск) är en industristad och huvudort i Krasnojarsk kraj i Ryssland samt den tredje största staden i Sibirien. Staden ligger vid Jenisejfloden och är en viktig järnvägsknut längs med Transsibiriska järnvägen. Folkmängden uppgår till lite mer än 1 miljon invånare.

## Historia
Staden grundades i juli 1628 som en ostrog vid ryska gränsen österut. Kosacken Andrej Dubenskoj anlände tillsammans med en militärstyrka där floderna Katja och Jenisej flyter samman, och anlade där befästningsverk avsedda att skydda östra gränsen från attacker ifrån ursprungsbefolkning som bodde längs Jenisej och dess bifloder.
Fortet döptes till Krasnyj Jar (ryska: Кра́сный Яр) efter det lokala turkiska namnet på platsen, Kyzyl Yar, med betydelsen "Röd malm". Namnet Krasnojarsk gavs sedermera när byn fick stadsstatus.
Staden började växa ordentligt när Moskvas postväg (dagens M53) byggdes 1735 till 1741, vilket kopplade samman närbelägna Atjinsk och Kansk med Krasnojarsk och resten av Ryssland. Tillväxten fortsatte i och med upptäckten av guld i området och när järnvägen byggdes 1895.
År 1749 upptäcktes en meteoritmassa på omkring 700 kilogram 233 kilometer söder om staden. Krasnojarsk-meteoriten var den första pallasiten som någonsin studerades.
Under 1800-talet blev Krasnojarsk centrum för de sibiriska kosackerna. År 1822 fick platsen stadsstatus och hade blivit huvudstad i Jenisejs militärdistrikt. Vid slutet av 1800-talet hade Krasnojarsk flera manufakturer och järnvägsfabriker. Under Tsarryssland fördes också många politiska dissidenter till staden i exil. Det första tåget på Transsibiriska järnvägen kom till staden 1896, och 1899 blev järnvägsbron över Jenisej färdig.
Efter första världskriget fanns på en höjdplatå några kilometer utanför Krasnojarsk ett krigsfångeläger med 13.000 tyska och österrikiska soldater. Elsa Brändström, som företrädde Svenska Röda Korset, anlände till staden i juli 1919 och stannade till försommaren 1920. Hon upprättade ett kontor med varumagasin i staden. Sibirien öster om Omsk behärskades av de vita under Aleksandr Koltjak fram till december 1919, då han retirerade österut till Irkutsk och bolsjevikerna intog staden. Röda Korsets verksamhet kunde fortsätta, men varulagret flyttades från staden till krigsfångelägret. Under vintern härjade en fläcktyfusepidemi, som Elsa Brändström själv drabbades av. När hon febrig oroade sig för att läggas i massgrav, lät en läkare snickra en likkista, vilket lugnade henne och hon började tillfriskna. Hemresan i juni–juli 1919 gick över Omsk, Moskva, Petersburg, Narva, Stettin och Sassnitz till Stockholm.
Efter den ryska revolutionen, under femårsplanerna, byggdes många stora fabriker i staden, exempelvis ett rederi, en pappersfabrik, ett vattenkraftverk (idag Rysslands femte största) och en stor hamn. År 1934 grundades Krasnojarsk kraj. Krasnojarsk blev krajets administrativa centrum.
Under stalinismen var Krasnojarsk ett centrum för gulagsystemet. Det viktigaste arbetslägret var Kraslag som var i bruk mellan 1938 och 1960, med två enheter i Kansk och Resjoty. I staden själv var Jenisejlag aktivt under andra världskriget (1940-1941).
Under andra världskriget flyttades många fabriker från Ukraina och västra Ryssland till Krasnojarsk och närliggande städer, vilket stimulerade stadens industriella tillväxt. Efter kriget byggdes många ytterligare fabriker i staden, exempelvis ett aluminium- och ett metallurgibruk.
Efter Sovjetunionens fall då fabrikerna skulle privatiseras, köptes många av kriminella organisationer och oligarker, medan andra gick i konkurs. Den ekonomiska transitionen resulterade i en stor ökning av arbetslösheten och många strejker. Ägarskapsproblemen fortsatte under tidiga 2000-talet då nästan samtliga ägs av monopolistiska finansgrupper.
Efter att Pjotr Pimasjkov valts till borgmästare 1996 har stadens utseende långsamt förbättrats. Exempelvis har äldre historiska byggnader återställts och flera torg med fontäner har byggts. Numera påminner inte mycket av staden om sovjettiden.

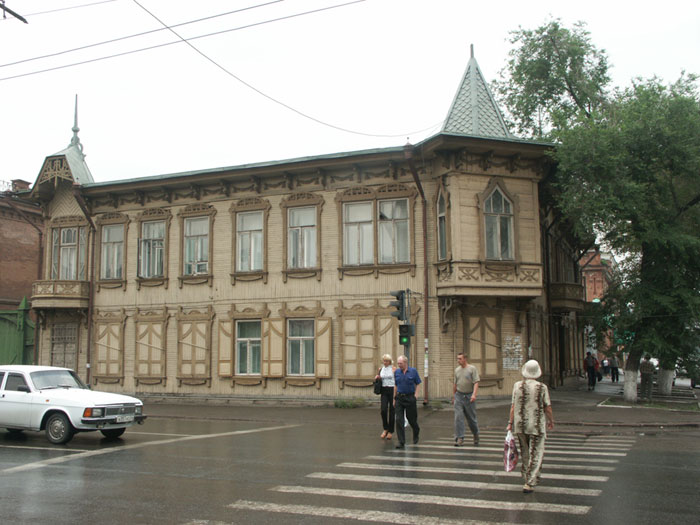
Äldre hus.

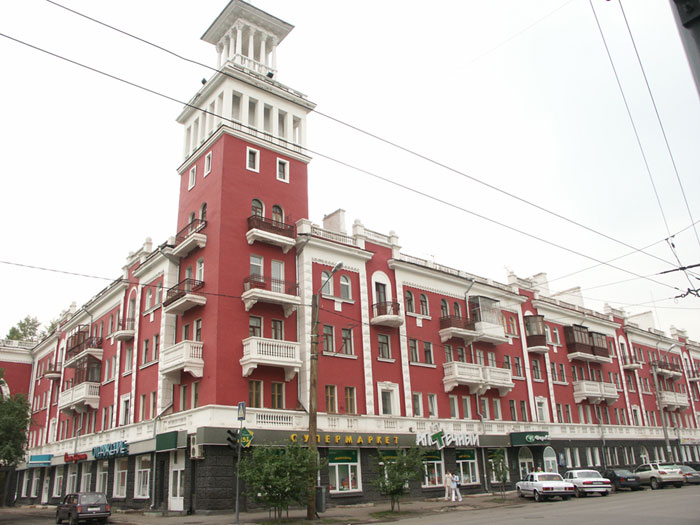
Nyklassisistiskt hus i Stalin-stil.

### Vapen
Den första versionen av stadens vapen godkändes den 12 mars 1804. Vapnet var horisontellt delat i två delar. Den övre delen bestod av Tomsks militärdistrikts vapen, och den lägre av Krasnyj Jar-klippan på en silverfärgad bakgrund.
Den 23 november 1851 reviderades vapnet så att det fick en gyllene lejonfigur på en röd heraldisk sköld med en spade i högra framtassen och en skära i den vänstra, båda gjorda av samma metall. Skölden toppades av en gyllene krona som symboliserade Tsarryssland.
Det nuvarande vapnet godkändes den 28 november 2004, och består av samma röda sköld med en något ändrad lejonfigur toppad av kronan som pryder alla stadsvapen till städer som är huvudstäder inom federationssubjekt. 2005 restes en 16 meter hög pelare med en bronsstaty av det heraldiska lejonet på torget intill järnvägsstationen i staden.

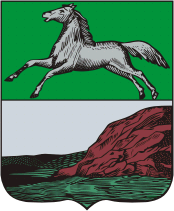
Stadsvapen (1804).

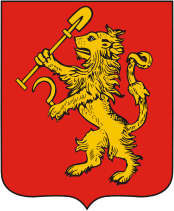
Stadsvapen (1851).

## Geografi

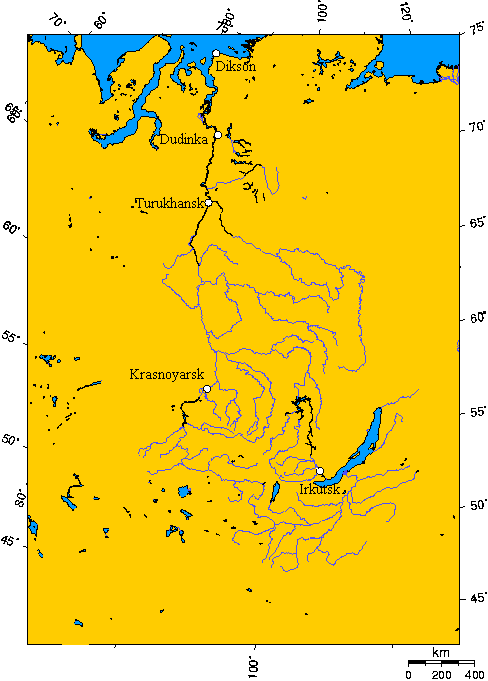
Krasnojarsk längs Jenisejfloden.

Staden inklusive en liten del landsbygd under stadens administration har en yta på 379 km². Medeltemperaturen i januari är -20 grader Celsius och i juni 18 grader Celsius. Den lägsta temperaturen som uppmätts var på -56 grader Celsius och den högsta 36.
Jenisejfloden flyter genom staden från väst till öst. På grund av vattenkraftverket 32 km uppströms fryser den aldrig under vintern och överskrider aldrig 14 grader på sommaren. Nära stadens centrum ligger den 136 meter över havsnivån. Det finns flera öar i floden. De största är Tatysjev och Otdycha som främst nyttjas för rekreation.
I syd och i väst omges staden av skogklädda kullar med en genomsnittlig höjd på 410 meter över flodens nivå. Längre söderut ligger Stolbys naturreservat som består av flera stora klippor som sträcker sig ut från de omkringliggande kullarna. De västliga kullarna bildar Gremjatjinskajakedjan, som startar vid Nikolajevskaja Sopka-kullen (känd för sina skidhoppningsspår) och löper västerut till Sobakinafloden. Norr om staden är terrängen relativt platt med skog i nordväst och jordbruk i nord och öst.

### Klimat
Uppmätta normala temperaturer och -nederbörd i Krasnojarsk:
|                                            | Jan   | Feb   | Mar   | Apr  | Maj  | Jun  | Jul  | Aug  | Sep  | Okt  | Nov   | Dec   |
| ------------------------------------------ | ----- | ----- | ----- | ---- | ---- | ---- | ---- | ---- | ---- | ---- | ----- | ----- |
| Normaldygnets maximitemperaturs medelvärde | −11,4 | −8,0  | −0,2  | 7,8  | 17,1 | 22,4 | 24,8 | 21,8 | 14,4 | 6,4  | −3,4  | −9,4  |
| Normaldygnets minimitemperaturs medelvärde | −19,2 | −16,9 | −10,1 | −2,6 | 4,7  | 10,3 | 13,4 | 10,8 | 4,8  | −1,6 | −10,6 | −17,1 |
|                                            |       |       |       |      |      |      |      |      |      |      |       |       |
| Nederbörd                                  | 18    | 13    | 16    | 32   | 45   | 63   | 76   | 67   | 50   | 43   | 38    | 30    |

| Diagram | temperaturer i °C • månadsnederbörd i mm | temperaturer i °C • månadsnederbörd i mm | temperaturer i °C • månadsnederbörd i mm | temperaturer i °C • månadsnederbörd i mm | temperaturer i °C • månadsnederbörd i mm | temperaturer i °C • månadsnederbörd i mm | temperaturer i °C • månadsnederbörd i mm | temperaturer i °C • månadsnederbörd i mm | temperaturer i °C • månadsnederbörd i mm | temperaturer i °C • månadsnederbörd i mm | temperaturer i °C • månadsnederbörd i mm | temperaturer i °C • månadsnederbörd i mm |
|         | 18 -11 -19                               | 13 -8 -17                                | 16 -0 -10                                | 32 8 -3                                  | 45 17 5                                  | 63 22 10                                 | 76 25 13                                 | 67 22 11                                 | 50 14 5                                  | 43 6 -2                                  | 38 -3 -11                                | 30 -9 -17                                |

## Geografiska kännetecken
De huvudsakliga floderna i området är:

- Mana
- Bazaicha
- Katja
- Jesaulovka
- Berjozovka
- Karaulnaja
- Slizneva
- Listvennaja
- Zaretjnaja Listvjanka
- Minzjul
- Sobakina (Pionerskaja)
- Krutenkaja
- Laletina
- Popigaj
- Jenisej

### Städer
Närbelägna städer med avstånd från Krasnojarsk och riktning:

- Sosnovoborsk (30 km nordöst)
- Divnogorsk (34 km sydöst)
- Zjeleznogorsk (46 km nordöst)
- Ujar (88 km öst)
- Zelenogorsk (103 km öst)
- Zaoziornyj (109 km öst)
- Borodino (122 km öst)
- Atjinsk (153 km väst)
- Nazarovo (158 km väst)
- Kansk (173 km öst)
- Artiomovsk (186 km syd)
- Ilanskij (195 km öst)
- Uzjur (209 km väst)
- Bogotol (213 km väst)

## Administrativ indelning
Krasnojarsk är indelad i sju stadsdistrikt. Staden administrerar även en liten del landsbygd utanför själva centralorten.
| Stadsdistrikt     | Invånarantal 9 oktober 2002 | Invånarantal 14 oktober 2010 | Invånarantal 1 januari 2015 |
| ----------------- | --------------------------- | ---------------------------- | --------------------------- |
| Krasnojarsk       | Se nedan                    | Se nedan                     | 1 052 218                   |
| Kirovskij         | 117 156                     | 114 715                      | Ingen uppgift               |
| Leninskij         | 146 943                     | 145 530                      | Ingen uppgift               |
| Oktiabrskij       | 138 521                     | 153 112                      | Ingen uppgift               |
| Sovetskij         | 231 696                     | 281 284                      | Ingen uppgift               |
| Sverdlovskij      | 130 518                     | 130 596                      | Ingen uppgift               |
| Tsentralnyj       | 54 503                      | 55 060                       | Ingen uppgift               |
| Zjeleznodorozjnyj | 90 004                      | 93 529                       | Ingen uppgift               |
| Landsbygd         | Ingen uppgift               | 765                          | 1 007                       |
| TOTALT            | 909 341                     | 974 591                      | 1 053 225                   |

## Kommunikationer

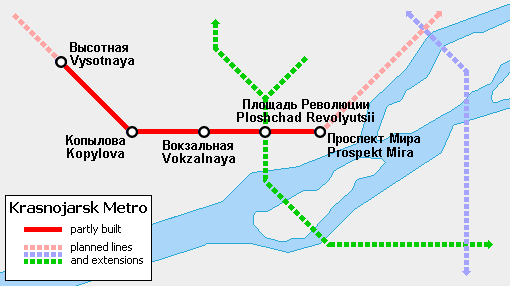
Det planerade tunnelbanenätverket.

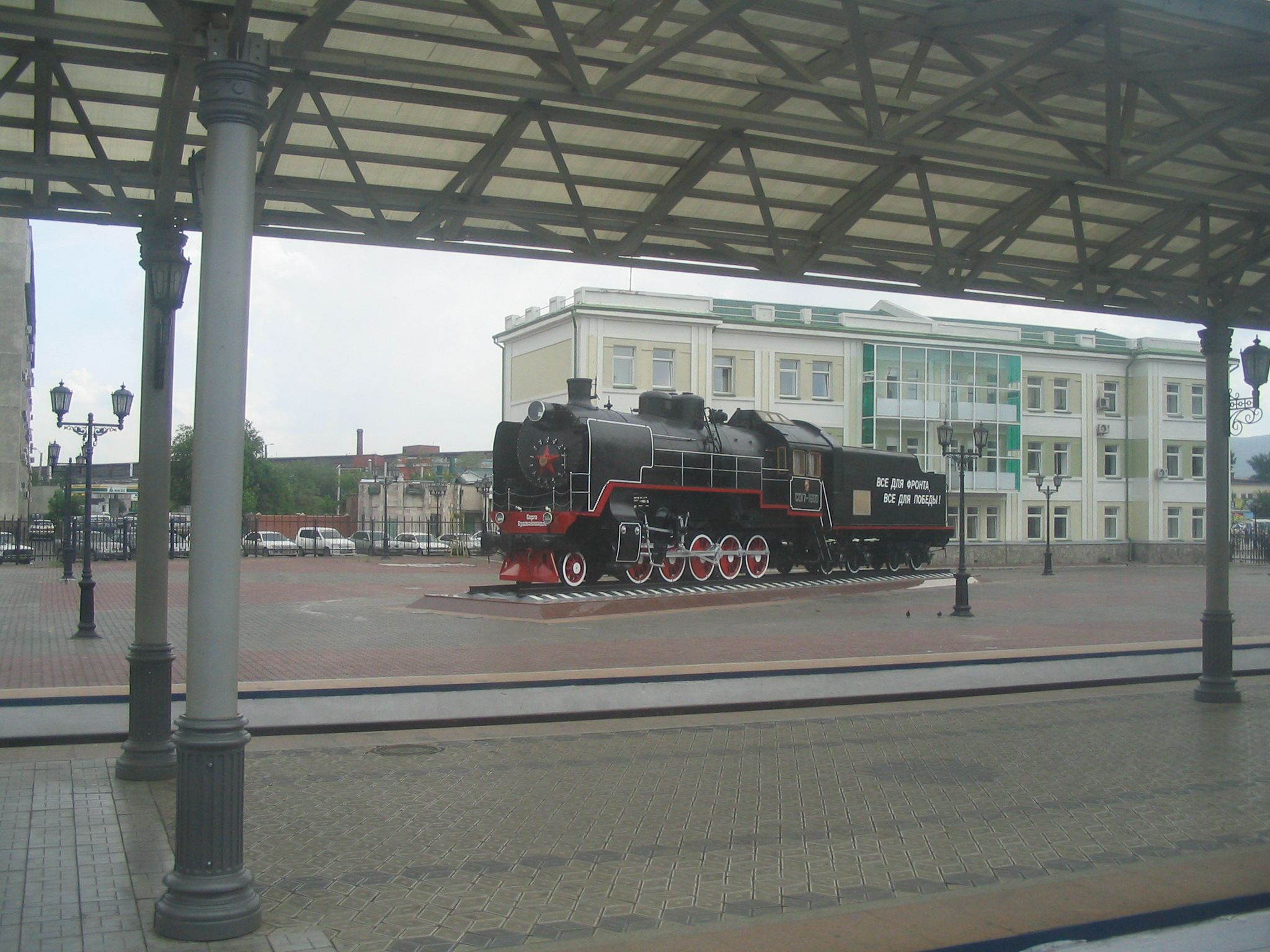
Järnvägsstationen längs transsibiriska järnvägen.

Staden har en järnvägsstation och har historiskt varit en viktig järnvägsknut längs transsibiriska järnvägen. En tunnelbana med tre linjer har dessutom varit i planeringsstadiet under flera decennier. Systemet planeras stå färdigt 2024.
37 kilometer nordväst om staden ligger Jemeljanovo flygplats.

## Bildgalleri

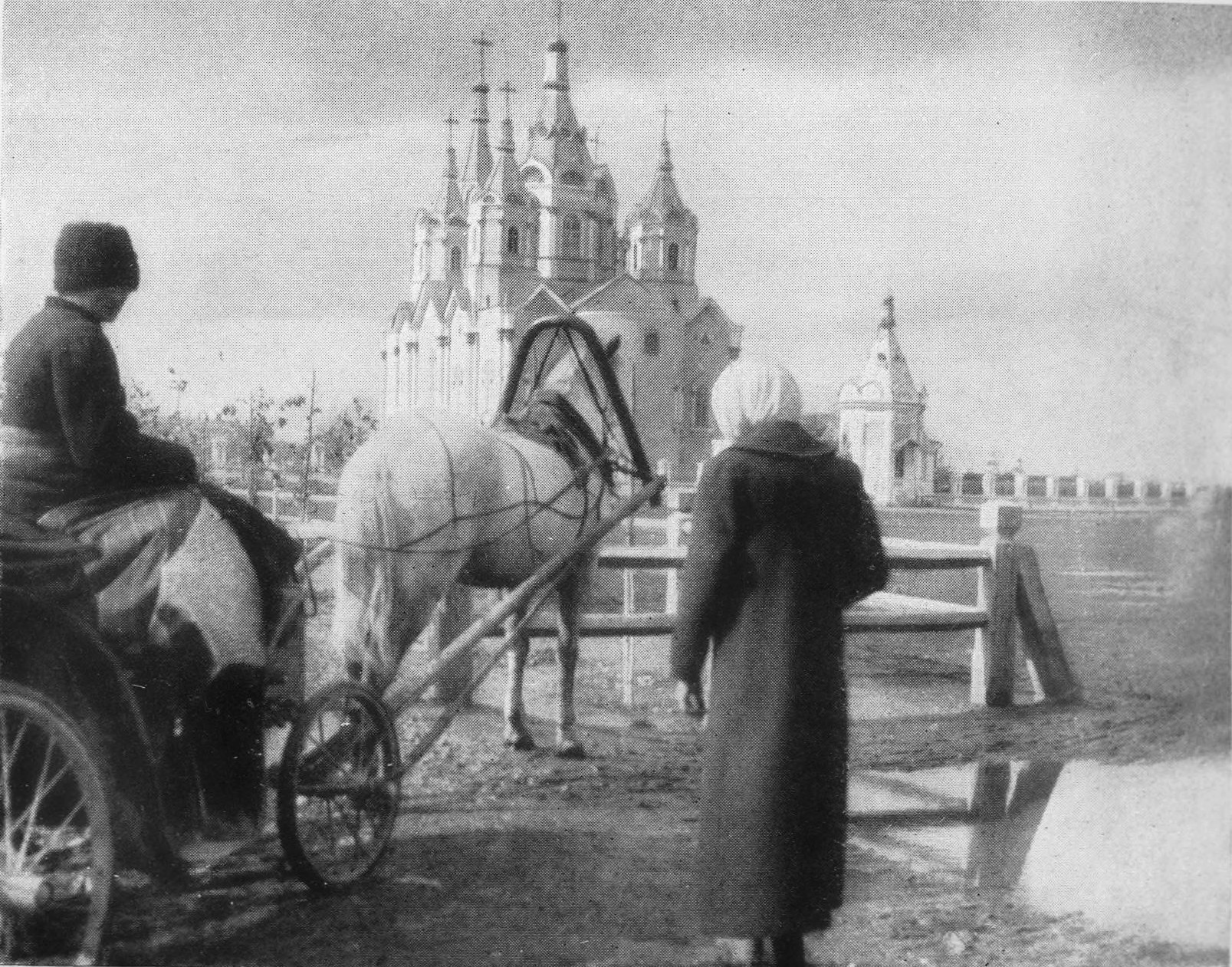
Katedralen i Krasnojarsk 1913. Foto av Fridtjof Nansen.
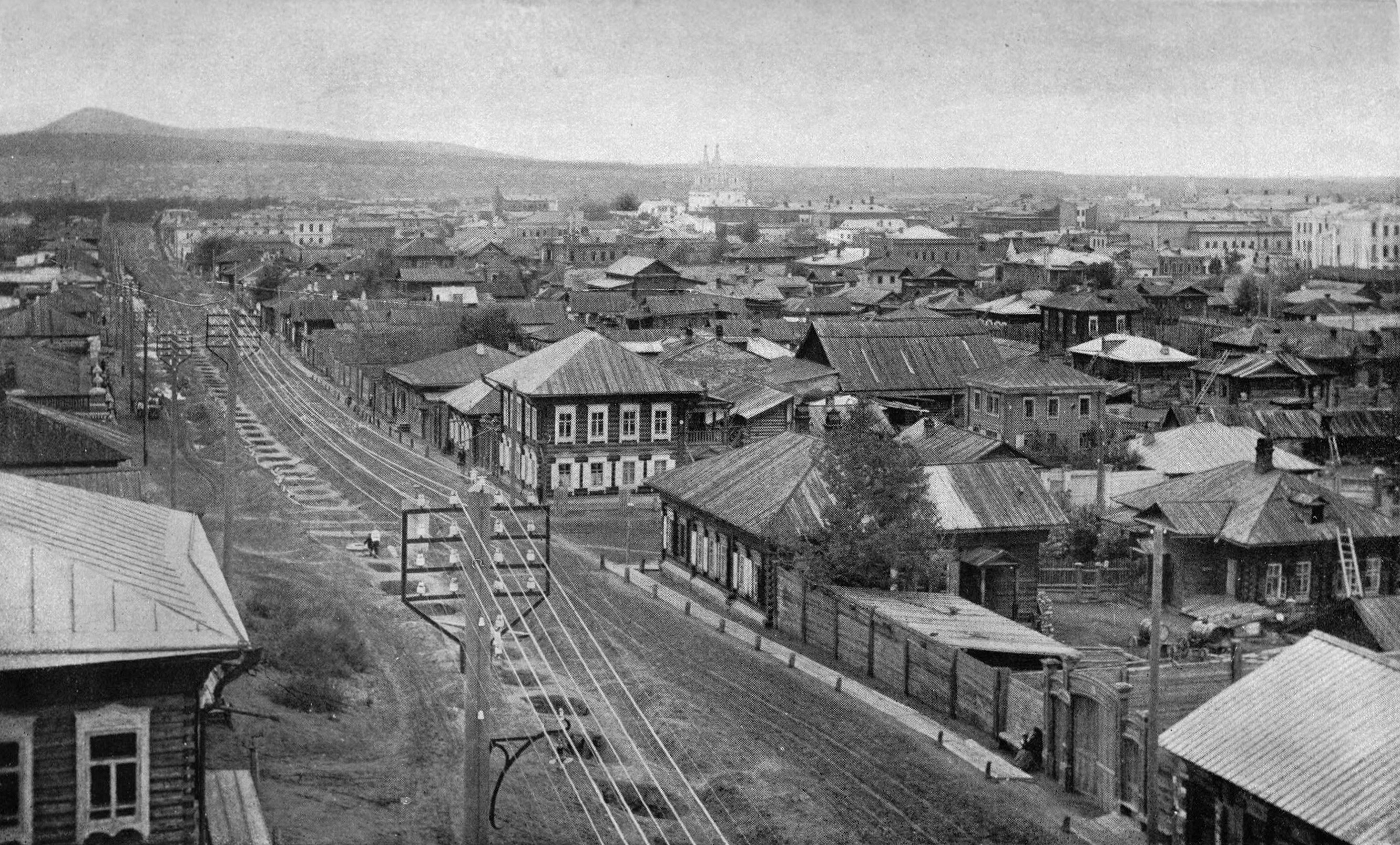
Krasnojorsk 1913. Foto av Fridtjof Nansen.
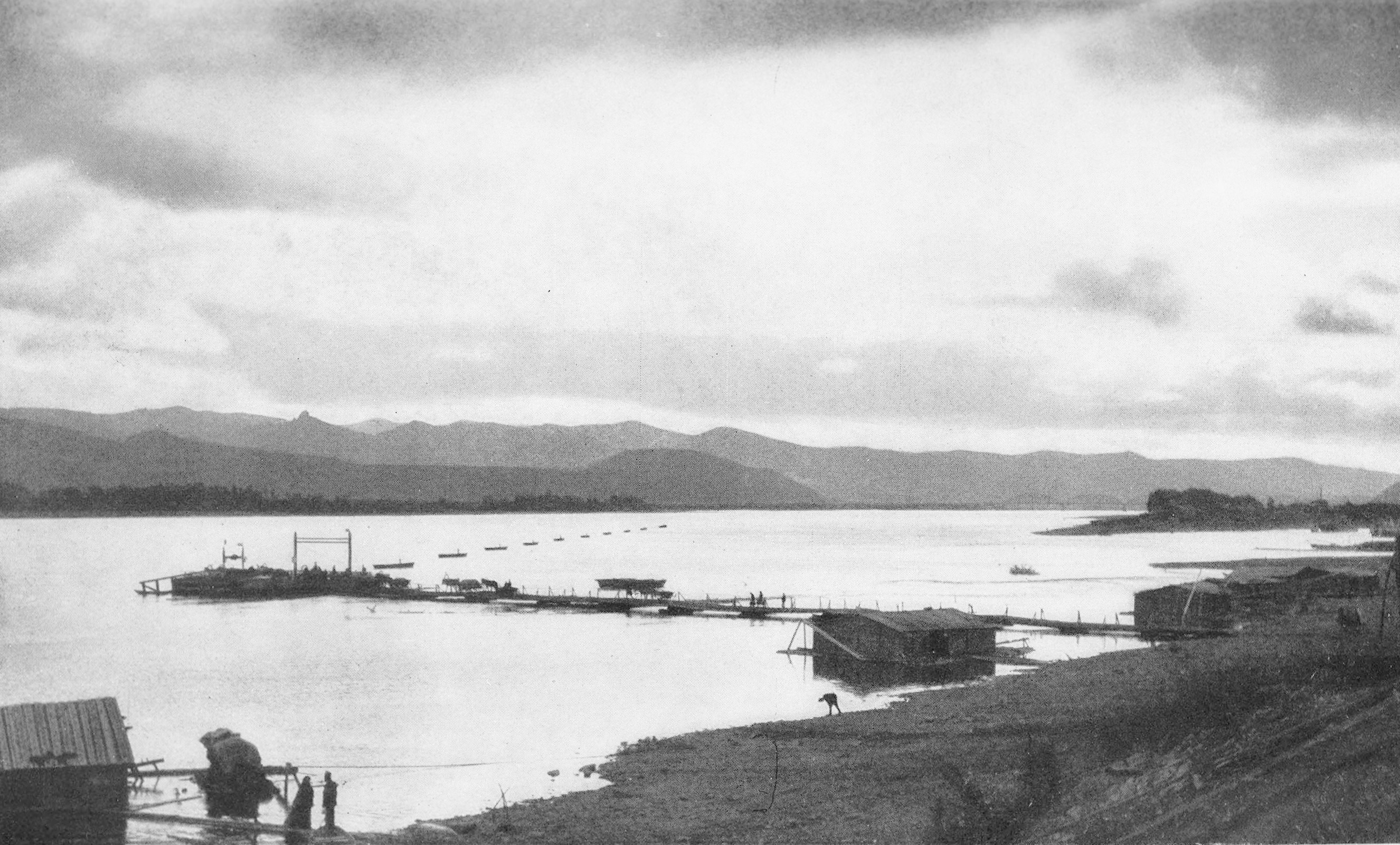
Färjan över Jenisej 1913. Foto av Fridtjof Nansen.
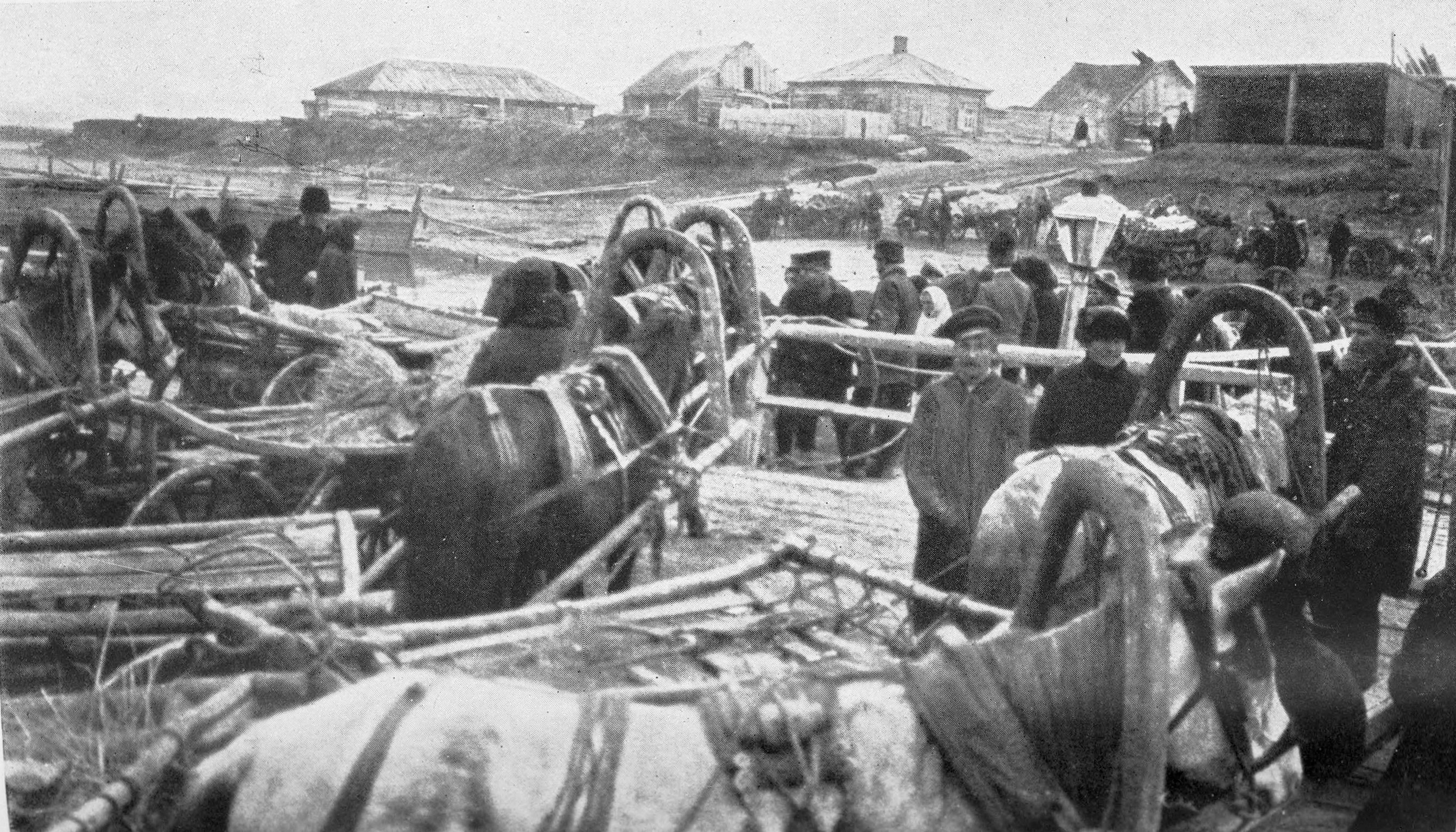
På färjan över Jenisej 1913. Fota av Fritjof Nansen.